# Tanjung Anom (Tanjunganom)
Tanjung Anom is een bestuurslaag in het regentschap Nganjuk van de provincie Oost-Java, Indonesië. Tanjung Anom telt 7609 inwoners (volkstelling 2010).